# Kondo Takanobu
Takanobu Kondo (sinh ngày 8 tháng 8 năm 1978) là một cầu thủ bóng đá người Nhật Bản.

## Sự nghiệp câu lạc bộ
Takanobu Kondo đã từng chơi cho Avispa Fukuoka.